# Traxx Passenger
Traxx Passenger ist eine Wortmarke, die von Alstom für verschiedene Baureihen von Personenzuglokomotiven verwendet wird.
Die im Juni 2023 zur Eintragung angemeldete Wortmarke leitet sich von der von Bombardier Transportation angemeldeten Wortmarke Traxx ab, die mit der Übernahme von Bombardier Transportation in das Eigentum von Alstom übergegangen ist.
Sie wird für folgende Baureihen verwendet:
- Bombardier-Traxx-Lokomotiven mit Hohlwellenantrieb
- Bombardier ALP-45DP
- NJT ALP-46
- KTZ KZ4AT